# Melanomya abdominalis
Melanomya abdominalis är en tvåvingeart som först beskrevs av Henry J. Reinhard 1929.  Melanomya abdominalis ingår i släktet Melanomya och familjen spyflugor.
Artens utbredningsområde är Michigan. Inga underarter finns listade i Catalogue of Life.